# 铁力路站
铁力路站位于中华人民共和国上海市寶山区杨行镇富锦路与克东路交叉口，是上海地铁3号线的地铁车站，也是3号线全线中唯一的一个地下车站。同时也是上海地铁最北端的车站。

## 車站特點
本站有一項特色，站頂（即大堂的天花）是利用全透明的「玻璃樹」設計，因此大堂是用天然光照明，車站月台是利用通風井採光，在車站大堂的門外可以看見通風井。

## 车站結構

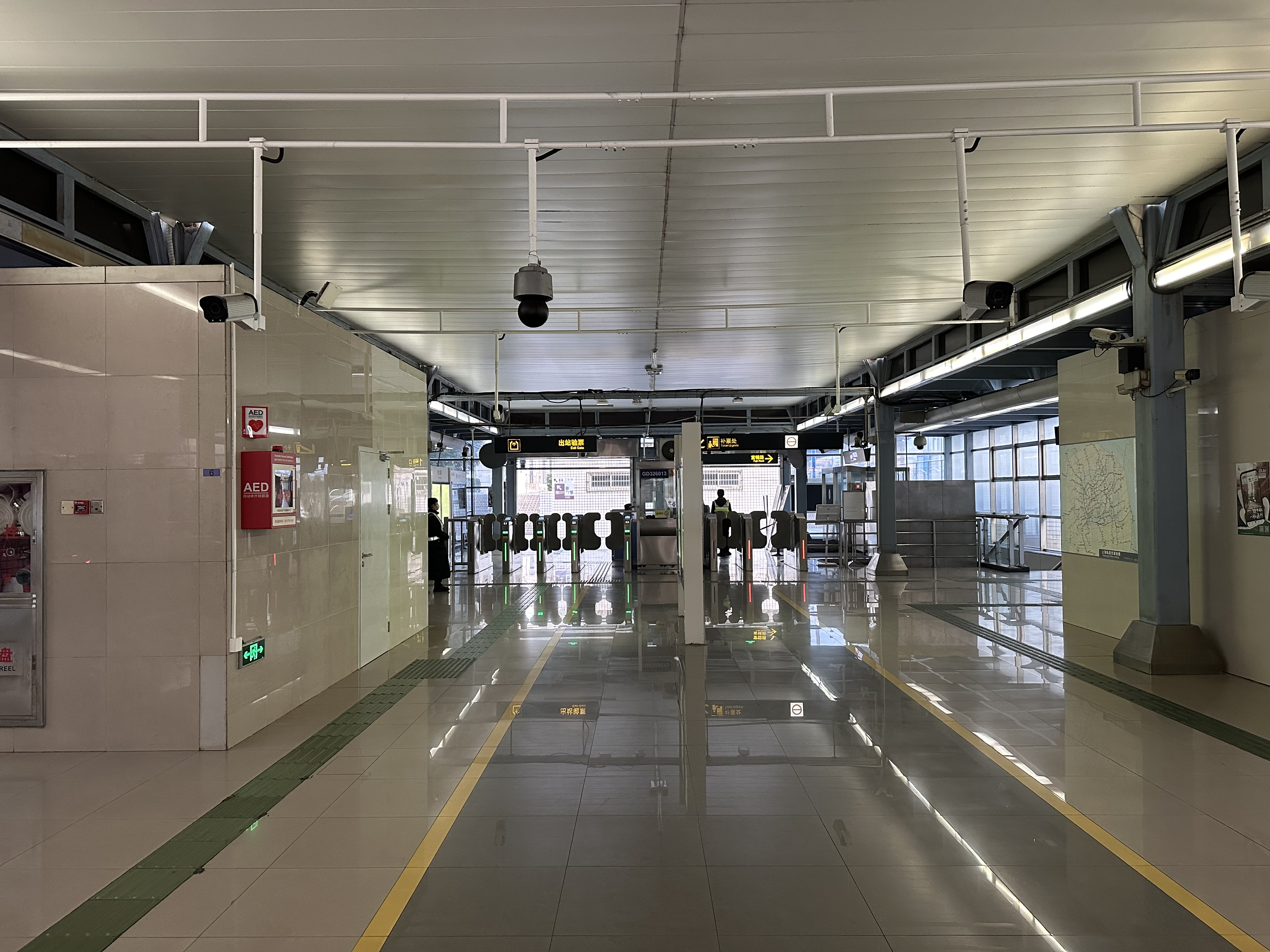
站厅

### 车站楼层
| 地面层   | 站厅               | 1-2出入口、票务服务、自动售票机、人工服务台 |                    |                    |
| 地下一层 | 侧式站台，右侧开门 | 侧式站台，右侧开门                          | 侧式站台，右侧开门 | 侧式站台，右侧开门 |
|          |                    | █ 3号线 往江杨北路（终点站）                |                    |                    |
|          |                    | █ 3号线 往上海南站（友谊路）                |                    |                    |
|          | 侧式站台，右侧开门 |                                             |                    |                    |

## 车站出口
铁力路站共有2个出入口，各出入口如下所示：
| 出口编号            | 出口指示       | 照片 |
| ------------------- | -------------- | ---- |
| 1 · 出口 · （设有） | 富锦路         |      |
| 2 · 出口 · （设有） | 富锦路，铁力路 |      |
| 图例： 设有         |                |      |

## 公交换乘
172、711、769、永罗线、淞嘉线、淞嘉专线、淞泾专线、宝山8路

## 周邊
此站邻近上海宝山钢铁公司厂区。